# Anaxilaos de Larissa
Pour les articles homonymes, voir Anaxilaos.
Anaxilaos  (en grec ancien Ἀναξίλαος) est un philosophe et magicien néopythagoricien du Ier siècle.
Originaire de Larissa, en Thessalie, il est banni de Rome et d'Italie en 28 av. J.-C. par un simple édit d'Octave, le futur empereur Auguste. Convaincu de magie pythagoricienne comme nous l'apprend le témoignage de saint Jérôme, il est expulsé dans le cadre du bannissement des magiciens.
Anaxilaos a rédigé un manuel de teinturerie dont les recettes ont servi aux alchimistes (Papyrus de Leyde et de Stockholm, vers 300) et semble connaître des recettes de magie et d'alchimie : il connaît les vertus ignifuges et insonorisantes de l'amiante, fait apparaître un feu sur l'eau etc.
Dans son Histoire naturelle, Pline cite plusieurs remèdes d’Anaxilaos comme des liniments de ciguë sur les seins afin de les maintenir fermes (XXV, 95 [3] « Anaxilaüs prétend que les mamelles frottées de ciguë avant la puberté demeurent stationnaires »), ou une recette compliquée à base de graisse de chien, de cendre d’escargots et trois langues d’oies rôties pour l’incontinence urinaire (XXX, 74). Il indique aussi que le philosophe s’amusait à mettre du soufre dans une coupe de vin placée sur des braises (XXXV, 175, p 1634) « cette coupe répandait alors sur ces derniers [ses convives], avec le reflet du soufre brûlant, une pâleur effrayante, comme celle des morts ».          